# Mit kompensacyjny
Mit kompensacyjny, funkcja kompensacyjna – określenie motywu w dziełach artystycznych (zwykle fabularnych), które promują pogląd, że istnieje możliwość wygranej w najbardziej niedogodnych warunkach, nawet w czasie klęski. Mit ten pojawia się zwłaszcza w dziełach napisanych w historycznym i kulturowym kontekście potrzeby psychologicznej  kompensacji; jak napisał Jacek Dukaj: „Prawdziwi zwycięzcy nie muszą się pocieszać baśniami o zwycięstwach fikcyjnych”. 
Mit kompensacyjny wynika z pamięci o negatywnych wydarzeniach (klęsce militarnej, upadku państwowości) i emocjach (np. lęku). Może być uzasadnieniem postawy heroizmu. Pełni funkcję terapeutyczną na skalę społeczną. Termin został ukuty przez Kazimierza Wykę. 
W kontekście polskim popularyzacja tego mitu wynika z XIX-wiecznego zapotrzebowania czytelników okresu rozbiorów i kryzysu pozytywizmu na literaturę ukazującą silną, niepodległą Polskę. Termin jest stosowany m.in. w odniesieniu do dzieł Henryka Sienkiewicza (Trylogia Sienkiewicza – w tym kontekście jest powiązany z pojęciem „krzepienia serc”) lub późniejszych, bardziej współczesnych fantastycznych wizji historii alternatywnych, pokazujących „optymistyczną, konserwatywną wersję dziejów narodowych”, zwykle w formie mocarstwowej, lub ahistorycznie zwycięskiej Polski (która nie uległa rozbiorom, zwyciężyła w powstaniach narodowych, lub odparła niemiecką inwazję w '39). Przykładem takich utworów są m.in. Historia przyszłości Adama Mickiewicza, Rok 1974 Bolesława Żarnowieckiego (1927)  czy współczesne Mocarstwo Marcina Wolskiego (2009), Burza Macieja Parowskiego (2010) i liczne utwory serii Zwrotnice czasu Narodowego Centrum Kultury. Mit kompensacyjny w kontekście mocarstwowej Polski jest często powiązany z poglądami konserwatywnymi; pojawiają się w tych utworach wątki takie jak odnowicielska rola Polski dla Europy czy dowodzenie wyjątkowej roli Polski w dziejach chrześcijaństwa (np. Marek S. Huberath, Druga podobizna w alabastrze; Jacek Inglot, Quietus obydwie z 1997). Powiązany jest także m.in. z mitem sarmackim, gloryfikującym erę I Rzeczpospolitej i jej kulturę (w tym sarmatyzm). Niektóre utwory mogą mieć korzenie w historycznym ruchu mesjanizmu polskiego.  
Mitem kompensacyjnym nazwano też pojęcie Matki Polki – tu w kontekście braku poparcia pewnych środowisk kobiecych dla ruchów feministycznych w Polsce. 
Mity kompensacyjne są także zauważalne w kontekstach innych krajów i kultur, np. w słowiańskim, rusofilskim micie o „umiłowaniu pokoju i zbawianiu świata przez... rosyjską duszę”. 